# Pisabo
Le pisabo (ou mayo-pisabo) est une langue panoane parlée en Amazonie péruvienne dans le département de Loreto.
La langue ne compte qu'une centaine de locuteurs.